# 스타트 II

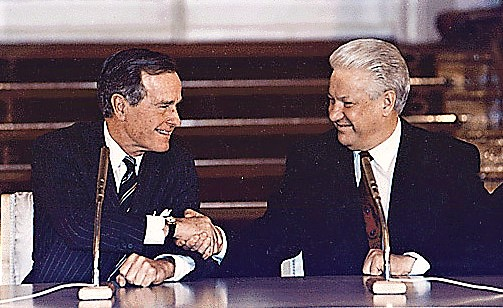

스타트 II(Strategic Arms Reduction Treaty II、START II) 또는 제2차 전략무기감축협정은 1993년 미국과 러시아간에 조인된 군축 협정이다. 다탄두 개별 재진입 미사일 금지가 주된 내용이며, 앞서 1990년에 전략무기 감축을 목표로 미국과 구소련은 스타트 1 협정을 체결하였다.

## 같이 보기
- 스타트 I
- 뉴 스타트
- 전략 무기 제한 협상
- 중거리 핵전력 조약